# Zamarstynów
Zamarstynów (ukr. Замарстинів) – dzielnica Lwowa, w rejonie szewczenkowskim, pełni funkcje mieszkaniowo-usługowe; szpital, park. 

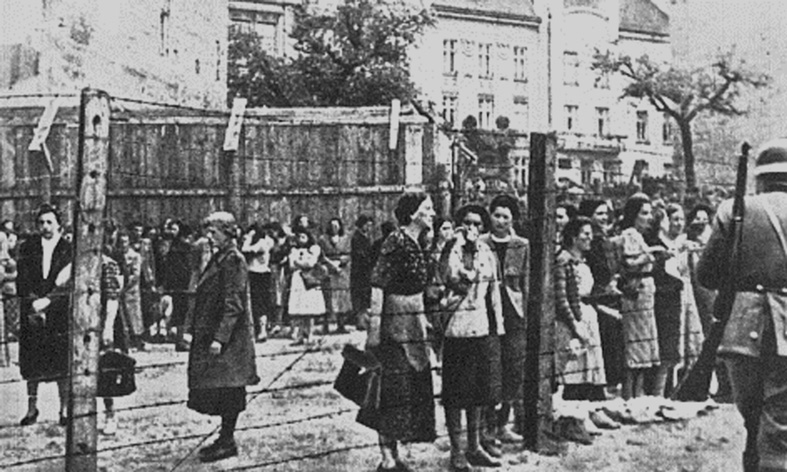
Getto lwowskie na Zamarstynowie (1942)

## Historia
Wieś została założona na prawie niemieckim w 1423, prawo lokacji otrzymał Andreas Sommerstein. Wybudował tam dwór, który nazwał Sommersteinshof. Nazwa ta została z czasem spolszczona z fonetycznego „Zamersztejnof” na Zamarstynów. Do XVI wieku była w posiadaniu miasta Lwowa, w 1615 miasto spłaciło długi i Zamarstynów wszedł w skład gminy. Tereny zajmowane przez wieś miały dogodne położenie dla rozwoju rolnictwa toteż uprawiano tam warzywa i sadzono wysokoplenne sady. Wskutek zastawienia wsi przez Zebalda Worcela nastąpiła sprzedaż Zamarstynowa hetmanowi polnemu Mikołajowi Sieniawskiemu. 11 lutego 1695 miał miejsce najazd tatarski, który spowodował spalenie zabudowy wiejskiej i dworu rajcy miejskiego Dominika Wilczka. Po pierwszym rozbiorze Polski znacząco spadły ceny gruntów w okolicach Lwowa i mieszkańcy wsi zubożeli, ponadto zmniejszył się popyt na plony, a zatem i dochód gospodarstw zmalał. W pierwszych latach XIX wieku wieś ponownie sprzedano, ale rozwój Lwowa sprawił, że zaczęła stawać się przedmieściem. W 1890 Zamarstynów liczył 3379 mieszkańców, w tym 3257 Polaków, 47 Niemców i 44 Ukraińców. W 1917 miejscowy wiejski cmentarz stał się nekropolią dla okolicznych parafii. Podczas walk o Lwów w 1918 o Zamarstynów toczyły się ciężkie boje, ostatecznie wieś została zajęta przez Polaków, jako jedno z pierwszych przedmieść. Liczba mieszkańców wzrastała w szybkim tempie, w 1920 mieszkało tam ok. 12000 ludzi, w tym 6500 Polaków, 3500 Żydów i 2500 Ukraińców. Rozporządzeniem z 11 kwietnia 1930 gmina wiejska Zamarstynów została włączona do miasta, a zmiany wprowadzono w życie z dniem 10 maja 1930. Gdy włączano w 1930 Zamarstynów w granice Lwowa nowa dzielnica miała opinię siedliska robotniczej biedy i lumpenproletariatu (tak przedstawia ją np. Gabriela Zapolska w powieści O czym się nie mówi). W tamtym czasie wybudowano m.in. cerkiew greckokatolicką pw. św. Paraskiewy, kościół rzymskokatolicki pw. św. Marcina. Na Zamarstynowie ulokowała się również fabryka wódek Józefa Baczewskiego. W 1934 oddano do użytku pierwszą dużą szkołę powszechną, w 1939 otworzono drugą, a razem z nią duży basen miejski. W latach trzydziestych do dzielnicy wydłużono linię tramwajową, powstało również centralne więzienie wojskowe dla komendantur w Polsce południowo-wschodniej. W 1938 obszar dzielnicy wynosił 1353 ha. Na początku 1939 mieszkało tutaj 35 procent mieszkańców Lwowa.
Po wybuchu II wojny światowej we wrześniu 1939 lotnictwo niemieckie zbombardowało Zamarstynów, spłonęła m.in. fabryka Baczewskiego. Po agresji ZSRR na Polskę i wkroczeniu do Lwowa Armia Czerwona zamieniła polski zakład karny na więzienie polityczne NKWD. W 1941 po rozpoczęciu wojny radziecko-niemieckiej i wkroczeniu wojsk niemieckich więźniowie zostali zamordowani i pochowani w zbiorowych mogiłach na Cmentarzu Zamarstynowskim, Gestapo zamknęło znaczną część dzielnicy i zorganizowało getto żydowskie liczące 136 tysięcy zatrzymanych. Większość ludności żydowskiej została transportami wywieziona do obozu zagłady w Bełżcu, część zginęła z głodu lub podczas egzekucji na miejscu.
W czasie pierwszej okupacji sowieckiej na Zamarstynowie istniało więzienie śledcze KGB, opisane w artykule Represje ZSRR wobec Polaków i obywateli polskich 1939-1946.
Po 1945 znaczna część zabudowy została zburzona, wybudowano od podstaw osiedle mieszkaniowe, miejski szpital kliniczny i doprowadzono linię trolejbusową. W 1967 zniwelowano część cmentarza, w miejscu mogił wybudowano szkołę i boiska sportowe. Na wzniesieniach znajdujących się w północnej części Zamarstynowa powstał w latach 70. XX wieku Park Zamarstynowski, obejmuje on swoim terenem część cmentarza katolickiego i cmentarz jeńców niemieckich.

## Zabytki
- Kościół św. Kazimierza i klasztor Misjonarzy we Lwowie (klasztor w XX wieku pełnił funkcję więzienia)
- Kościół św. Marcina i klasztor karmelitów trzewiczkowych
- Kościół św. Franciszka z Asyżu (obecnie cerkiew)
- szkoła modernistyczna z lat 30. XX wieku przy ul. Zamarstynowskiej 132a
- Fabryka wódek Baczewskiego